# Penguin (ракета)
Penguin (рус. Пингвин, американский индекс — AGM-119, шведский индекс — Rb 12) — противокорабельная ракета средней и малой дальности, разработанная норвежской фирмой Kongsberg Defence & Aerospace.

## Модификации

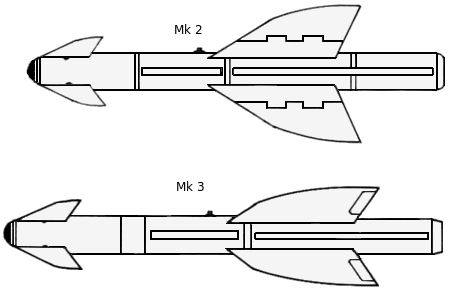

### Mk 1
Разработка базовой версии ракеты «Пингвин» началась в середине 1960 годов фирмой Kongsberg Våpenfabrikk (затем получившей название Norsk Forsvarsteknologi, а сейчас Kongsberg Defence & Aerospace, подразделение Kongsberg Gruppen) и FFI (Норвежское Оборонное Исследовательское Учреждение) в Норвегии, при финансовой поддержке ВМФ США и ФРГ. Предназначалась для использования с ракетных катеров и береговых батарей. Поступила на вооружении Королевского норвежского флота в 1972 году. Так как побережье Скандинавии с его извилистыми фиордами создавала помехи для использования радиолокационной головки самонаведения, на ПКР «Пингвин» использована инфракрасная ГСН. Начальные данные о параметрах движения цели передаются на ракету перед запуском с носителя. Дополнительным преимуществом ИК ГСН является скрытность атаки цели. На ракете использована 113 кг (250 фунтовая) боевая часть Мк19, сходная с БЧ ракеты AGM-12 Bullpup. На сегодняшний день ракеты «Пингвин» Mk 1 сняты с вооружения.

### Mk 2
«Пингвин» Mk 2 — модификация с увеличенной до 30 км дальностью стрельбы (у варианта Mk 1 дальность 20 км). Поступила на вооружение в 1980. Позже были приняты на вооружение модификации Mk 2 Mod 3 и Mk 2 Mod 5 с улучшенной ГСН.

### Mk 3
«Пингвин» Mk 3 — авиационный вариант, специально разработанный для использования с F-16 норвежских королевских ВВС. После исследования в 1970-х, контракт на разработку был выдан в 1982 году, а лётные испытания начались в 1984. Mk 3 поступил на вооружение королевских ВВС в 1987 году. Эта ракета была испытана в США и получила индекс AGM-119A, однако на вооружение американских вооружённых сил так и не поступила. По сравнению с Mk 2, новая модификация имела более длинный корпус, крыло меньшего размаха, увеличенную дальность полёта и использовала цифровую систему управления. Ракета могла быть выпущена по цели на расстоянии до 40 км (в случае нахождения цели в передней полусфере). Ракета могла быть запрограммирована перед полётом на разворот в нескольких точках. Над землёй она может лететь в режиме огибания рельефа местности. На среднем участке траектории используется инерциальная система наведения и радиовысотомер. Активирование ИК ГСН происходит при входе в зону поиска цели.

### Mk 2 mod 7
Наиболее современная модификация ракеты — Mk 2 Mod 7. В январе 1986 года ВМС США и Королевские ВМС Норвегии заключили контракт по адаптации версии Mk 2 Mod 3 для использования с вертолётов SH-60B Seahawk. Полученная версия ракеты Mk 2 Mod 7 получила в ВМС США обозначение AGM-119B. Ракета унаследовала от модификации Mk 3 часть компонентов — ИК ГСН и цифровую систему управления. Внешними отличительными признаками Mk 2 mod 7 от Mk 3 являются меньшая длина и раскладываемое при старте крыло большего размаха. AGM-119B также получила новую боевую часть WDU-39/B (по некоторым данным эту БЧ получили и ракеты модификации Mk 3). Учебно-лётная ракета (тренировочная, без возможности пуска) известна под индексом CATM-119B. Поставки ВМС США ракет AGM-119B начались в 1994 году. В 2013 году министерство обороны Новой Зеландии заключило с норвежской компанией Kongsberg Defence Systems (KDS) контракт на поставку противокорабельных ракет Penguin Mk.2 Mod.7 и сопутствующего оборудования для их установки на противолодочные вертолёты SH-2G Super Seasprite.

## Тактико-технические характеристики
| ТТХ                        | Penguin Mk 1                   | Penguin Mk 3 (AGM-119A)        | Penguin Mk 2 Mod 7 (AGM-119B)     |
| -------------------------- | ------------------------------ | ------------------------------ | --------------------------------- |
| Год принятия на вооружение | 1972                           | 1987                           |                                   |
| Носитель                   | корабль БПРК вертолёт          | самолёт                        | корабль БПРК вертолёт             |
| Длина, м                   | 2,95                           | 3,18                           | 2,96                              |
| Размах крыла, м            | 1,42                           | 1,00                           | 1,42                              |
| Диаметр, м                 | 0,28                           | 0,28                           | 0,28                              |
| Масса, кг                  | 330                            | 370                            | 365                               |
| Скорость полёта, число М   | 0,7 (840 км/ч)                 | 0,8 (960 км/ч при н. у.)       | 0,8 (960 км/ч при н. у.)          |
| Дальность пуска, км        | 20                             | >40                            | 28                                |
| Двигатель                  | РДТТ                           | РДТТ                           | РДТТ Mk 44 mod 1                  |
| Боевая часть (масса)       | полубронебойная MK 19 (113 кг) | полубронебойная MK 19 (113 кг) | полубронебойная WDU-39/B (120 кг) |